# 各国托洛茨基主义组织列表
这是一个各国托洛茨基主义组织列表，列出目前世界各国所有自称奉行托洛茨基主义意识形态的政党和组织（包括在其他政党内部活动、具有一定自主性的政治派系，但不包括政党联盟以及青年翼、学生翼和妇女翼等附属组织）。

## 列表
- 阿富汗—阿富汗革命马克思主义者倾向[1]
- 阿尔及利亚—工人党、社会主义工人党、革命左翼
- 阿根廷—工人党、社会主义工人党、社会主义左翼、工人社会主义运动、统一工人社会党、新争取社会主义运动、革命、群众、人民力量
- —社会主义平等党、社会主义替代、团结、工人自由澳大利亚、ISA澳大利亚、澳大利亚斯巴达克同盟、社会主义行动[1]
- 奥地利—国际社会主义替代、工人观点、社会主义替代、革命共产党、左转、社会主义攻势
- 奥地利  德国—革命社会主义组织[2]
- —孟加拉国共产党（马列）
- 比利时—左翼社会党、反资本主义左翼、工人斗争、共产主义工人联盟
  -  弗拉芒—火花
  -  瓦隆—革命
- 玻利维亚—革命工人党、工人社会主义运动、争取第四国际革命工人联盟、社会主义斗争、劳动人民革命替代
- —国际社会主义组织
- 巴西—统一工人社会党、工人事业党、社会主义民主、国际主义共产主义组织、自由、社会主义和革命、反叛、颠覆、火花、生态社会主义反叛、反叛—民主重建、社会主义左翼运动、社会主义人民行动、抵抗、起义、社会主义工人潮流、工人革命运动、社会主义联盟、社会主义革命、社会主义斗争、社会主义平等团体
- 加拿大—社会主义替代、国际社会主义者、社会主义行动、共产主义革命、新社会主义团体、社会主义平等党、加拿大托洛茨基主义联盟
  -  魁北克—社会主义替代、社会主义左翼、共产主义革命
- 智利—革命工人党、工人社会主义运动、革命工人党、革命社会主义、国际工人运动、反资本主义运动
- 中國—中国劳工论坛
  -  香港—社会主义行动、中国革命共产党、先驱社
- 哥伦比亚—社会主义工人党、联合集体、社会主义力量、马克思主义哥伦比亚、社会主义推动—社会主义工人团体
- —工人党、新社会党、工人和女工革命党、革命社会主义组织
- —非洲国际主义共产主义工人联盟、战斗CI
- 賽普勒斯—新国际主义左翼、工人民主
- 捷克—社会主义替代未来、社会主义团结
- 捷克  斯洛伐克—共产主义先锋
- 丹麦—社会主义工人政治、国际社会主义者、革命共产党、社会主义者（丹麦语：Socialisten (forening i Enhedslisten)）
- —工人和女工社会主义运动
- —争取社会主义运动、生态社会主义女性主义网络
- 埃及—革命社会主义者
- 薩爾瓦多—共产主义革命、工人社会主义团结
- 芬兰—社会主义替代、马克思主义工人联盟、革命、CWI芬兰
- 法國—工人斗争、新反资本主义党—反资本主义者、新反资本主义党—革命者、工人党、革命左翼、法国托洛茨基主义联盟、革命工人国际争取革命工人党建设团体、不断革命、革命共产党、社会主义平等党、火花、社会主义国际联盟
  -  科西嘉—左翼
- 法属安的列斯—工人战斗
- —社会主义革命团体
- 德国—社会主义替代、国际社会主义组织、社会主义平等党、工人力量团体、革命工人联盟、革命国际主义组织、马克思21、革命左翼、自下而上的社会主义、革命共产党、德国斯巴达克工人党、社会主义组织团结、攻势
- —国际社会主义组织
- 希腊—社会主义工人党、工人革命党—托洛茨基主义、开始—社会主义国际主义组织、希腊国际主义共产主义者组织、希腊国际主义共产主义者组织—斯巴达克斯、国际主义工人左翼、革命共产主义组织、第四国际纲领倾向、希腊托洛茨基主义团体、国际主义社会主义组织[1]
- 海地—革命工人组织
- —社会主义工人党
- 印度—新社会主义替代、激进社会主义者、社会主义劳动联盟
- 伊朗—伊朗社会主义工人党、伊朗革命马克思主义倾向[1]
- 愛爾蘭—社会党、社会主义工人网络、RISE、社会主义民主、战斗左翼、爱尔兰革命共产主义者、社会主义平等团体、爱尔兰斯巴达克小组
- 以色列  巴勒斯坦—社会主义斗争运动
- 義大利—工人共产党、共产主义替代党、反资本主义左翼、革命共产党、国际、意大利托洛茨基主义联盟、反潮流、共同网络、革命国际主义派、争取社会主义战斗
- 日本—日本革命的共产主义者同盟、国际主义劳动者全国协议会、政治组·马恩列托、国际团结、日本斯巴达克小组、CWI日本
- —劳动者团结、向社会主义进军
- 黎巴嫩—革命共产主义团体、争取变革青年运动
- 马来西亚—社会主义替代、革命浪潮
- 墨西哥—工人革命党、社会主义团结联盟、社会主义运动、社会主义工人运动、革命行动团体、革命共产党、工人社会主义团体、墨西哥斯巴达克小组、革命左翼、社会主义替代墨西哥、人民力量社会主义运动
- 摩洛哥—女战士
- 纳米比亚—工人革命党
- 荷蘭—社会主义和反资本主义计划—无国界、社会主义替代、国际社会主义者、革命共产主义者
- 新西兰—国际社会主义组织、社会主义奥特亚罗瓦、共产主义工人团体、社会主义呼吁、社会主义平等团体
- 尼加拉瓜—工人革命党、反资本主义替代
- 奈及利亞—民主社会主义运动、争取社会主义替代运动、社会主义工人联盟、马克思主义替代、革命社会主义运动[1]
- 挪威—挪威国际主义联盟、革命
- 巴基斯坦—阶级斗争、巴基斯坦社会主义运动、人民权利党、马克思主义之声、革命社会主义运动、革命共产党、第四国际巴基斯坦支部
  -  —查谟克什米尔人民工人党
- 巴拿马—巴拿马社会主义提案、争取社会主义工人联盟
- 巴拉圭—工人党、社会主义替代
- 秘魯—工人革命党、社会主义工人党、社会主义工人党 (1992年)、联合秘鲁、工人社会主义潮流、加入
- 菲律賓—革命工人党—棉兰老
- 波蘭—社会主义替代、工人民主、红色阵线
- 葡萄牙—社会主义替代运动、POUS—社会主义团结工人政治、革命左翼、反资本主义网络、红鼹鼠、革命共产主义集体、在斗争
- 波多黎各—社会主义民主、国际社会主义组织、替代路线
- 羅馬尼亞—社会主义行动团体[3]
- 俄羅斯  乌克兰—布尔什维克列宁主义者青年近卫军
- 俄羅斯—社会主义替代、革命工人党、共产主义国际主义者组织、俄罗斯共产党（布尔什维克）（英语：Russian Communist Party (Bolsheviks) (2018)）
- 乌克兰—乌克兰社会主义联盟、公社
- 塞内加尔—塞内加尔人民联盟
- 塞爾維亞    北馬其頓    斯洛維尼亞—革命共产主义者联盟
- 塞爾維亞—马克思21
- —工人斗争、社会主义平等团体
- 南非—工人和社会党、工人国际先锋党、马克思主义工人党、国际社会主义运动、靠左、力量！、南非非洲人民民主联盟、斯巴达克派/南非、革命
- 西班牙—反资本主义者、革命反资本主义左翼、极光—马克思主义组织、红色潮流、国际主义社会主义工人党、革命左翼、社会主义替代、国际主义斗争、工人革命潮流、工人之声、革命共产主义组织、马克思21、社会主义和自由
  -  加泰罗尼亚—反资本主义者、革命共产主义组织
- 斯里蘭卡—兰卡平等社会党、兰卡平等社会党（替代团体）、新平等社会党、联合社会党、 斯里兰卡社会党、社会主义平等党、革命工人党、社会主义人民论坛
- 瑞典—社会主义政治、社会主义替代、工人力量、革命共产党
- 瑞士—团结、争取社会主义运动、革命共产党
- 叙利亚—叙利亚革命左翼潮流
- 臺灣—国际社会主义前进、国际社会主义道路（台湾）、火花
- 泰國—社会主义工人
- 突尼西亞—工人左翼联盟、基地行动运动
- 土耳其—革命工人党、革命社会主义工人党、工人民主党、社会主义劳动者党、争取社会主义民主新道路、社会主义替代、阶级斗争、红色、马克思主义态度、社会主义平等党
- 英国—社会主义工人党、革命共产党、社会主义行动、工人战斗、争取工人自由联盟、工人革命党、社会主义平等党、国际社会主义联盟、斯巴达克同盟/不列颠、争取社会主义运动、工人力量、反击（英语：Counterfire (group)）、21世纪革命社会主义
  -  英格兰  —社会党、社会主义替代、反资本主义抵抗
  -  苏格兰—苏格兰社会党、生态社会主义者.scot
- 美国—社会主义替代、社会主义行动、社会主义平等党、自由社会党、社会主义组织者、斯巴达克同盟/美国、争取革命党联盟、火花、革命工人联盟、社会主义革命、社会主义核心、工人之声、工人潮流、美国工人力量、劳工标准、国际主义团体、左翼之声、独立社会主义团体、社会主义复兴、ISL美国、马克思21、革命社会主义网络、美国革命共产主义者、改革和革命、暴风雨[4]、现在发声/革命工人团体[5]、中俄亥俄革命社会主义者[6]、丹佛共产主义者[7]、国际社会主义联盟
- 乌拉圭—工人党、革命工人党、社会主义工人党、工人社会主义左翼、争取社会主义工人潮流
- 委內瑞拉—社会主义和自由党、革命左翼、争取社会主义工人联盟、社会主义潮流、阶级斗争、工人选项、工人社会主义团结、统一查韦斯主义社会主义联盟
- 辛巴威—国际社会主义组织
- 中东—社会主义中东